# Tony Buzan
Anthony Peter "Tony" Buzan (/ˈbuːzən/ 2 de juny de 1942 - 13 d'abril de 2019) va ser un autor i consultor educatiu anglès.
Buzan va popularitzar la idea de l'alfabetització mental, el pensament radiant i una tècnica anomenada mapatge mental, inspirada en les tècniques utilitzades per Leonardo da Vinci, Albert Einstein i les tècniques de "mapa conceptual" de Joseph D. Novak.

## Primers anys de vida
Buzan va néixer a Palmers Green, Enfield, Middlesex, i va ser un antic alumne de la Kitsilano Secondary School de Vancouver. El seu germà és l'acadèmic Barry Buzan . Buzan va completar els seus estudis de llicenciatura en psicologia, anglès, matemàtiques i ciències a la Universitat de Colúmbia Britànica, i va ser estudiant charter a la Universitat Simon Fraser el 1965–66, on va passar un any com a estudiant de postgrau i el president inaugural de la Societat d'Estudiants Simon Fraser. Durant el seu temps a SFU, Buzan es va implicar molt a Mensa, passant a ser editor de l'International Journal of Mensa.

## Carrera professional
Va ser un promotor de sistemes mnemotècnics i tècniques de mapes mentals. Va llançar el seu propi programa de programari per donar suport al mapatge mental anomenat iMindMap el desembre de 2006 amb l'empresari gal·lès Chris Griffiths. L'Organització Buzan té marques comercials a la frase "Mapes Mentals" en el context de cursos educatius de superació personal al Regne Unit, als EUA i Alemanya. La marca registrada no apareix als registres de l'Oficina de Propietat Intel·lectual del Canadà.
Després de la seva sèrie de la dècada de 1970 Use Your Head per a la BBC, moltes de les seves idees es van plasmar en una sèrie de cinc llibres: Use Your Memory, Master Your Memory, Use Your Head, The Speed Reading Book i The Mind Map Book. Va ser autor o coautor de més de 80 llibres en total. Els seus cinc llibres de la BBC havien venut, el 2003, més de 3 milions de còpies.
Com a autor de psicologia popular, Tony Buzan va escriure sobre temes relacionats amb el cervell, "quocient de geni (GQ)", intel·ligència espiritual, memòria, creativitat i lectura ràpida. Va ser el fundador i president de la Brain Foundation (que no s'ha de confondre amb diversos organismes relacionats amb la medicina amb el mateix nom) i també de la Brain Trust Charity, els World Memory Championships i els World Championships of the Brain. Va ser cofundador del Mind Body Spirit Festival de Londres, així com de la Mind Sports Olympiad i del World Brain Day.
Va morir als 76 anys a l'Hospital John Radcliffe d'Oxford d'un atac de cor.